# 레비아탄 가스전
틀:Infobox oil field
레비아탄 가스전은 이스라엘 연안 지중해에 있는 대규모 천연가스전으로, 타마르 가스전에서 남서쪽으로 47 킬로미터 (29 mi) 떨어져 있다. 이 가스전은 하이파 서쪽으로 약 130 킬로미터 (81 mi) 떨어진 레반트 분지 수심 1,500 미터 (4,900 ft) 지점에 위치하며, 이는 최대 규모의 해상 천연가스전 발견 중 하나인 풍부한 탄화수소 지역이다. 일부 논평가에 따르면, 이 가스전 발견은 튀르키예와 이집트를 포함한 인접국과의 이스라엘 외교 관계를 변화시킬 잠재력을 가지고 있다고 한다. 인근의 타마르 가스전과 함께 레비아탄 가스전은 이스라엘이 중동에서 에너지 독립을 달성할 기회로 여겨졌다.
2017년, 레비아탄은 회수 가능한 천연가스가 22조 입방피트(cuft)에 달하여 이스라엘 국내 수요를 40년 동안 충족시킬 수 있을 것으로 추정되었다. 이 가스전은 2019년 12월 31일부터 상업 생산을 시작했다. 2024년 현재, 이 가스전 생산량의 90%가 이집트와 요르단으로 수출되고 있다.

## 역사

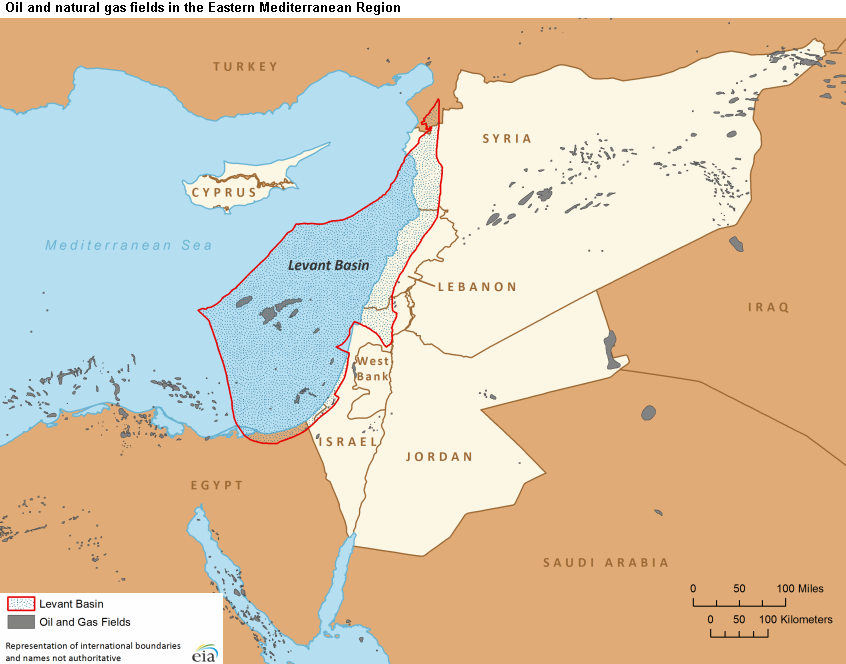
레반트 분지 경계선(미국 에너지정보청)

레비아탄 현장의 천연가스 잠재력은 이스라엘의 소규모 석유 탐사 회사인 Ratio의 공동 설립자이자 지질학자인 에이탄 아이젠버그에 의해 확인되었다. 이 잠재력을 탐사하는 데 도움을 주기 위해 Ratio는 다른 이스라엘 회사인 Delek과 협력했으며, Delek은 이전에 Yam Tethys 파트너십을 통해 이스라엘 남부의 소규모 마리-B 해상 가스전을 개발했던 텍사스 기반의 Noble Energy를 이 프로젝트에 참여시켰다.
2010년 7월, Noble Energy는 지진 연구 결과 레비아탄 가스전이 천연가스를 포함할 확률이 50%이며, 잠재 매장량은 16조 세제곱피트 (450십억 세제곱미터)로 추정된다고 발표했다. 초기 탐사 시추공인 레비아탄 1은 5,170 미터 (16,960 ft) 깊이까지 시추되었으며, 발견은 2010년 12월 30일에 발표되었다. 탐사 시추공 시추 비용은 9250만 달러였다. 이 시추공은 호머 페링턴 리그에 의해 시추되었다.
레비아탄 1 시추공의 2단계 시추는 7,200 미터 (23,600 ft) 깊이에 도달하는 것을 목표로 했으며, 이는 추가 천연가스 매장량과 잠재적으로 6억 배럴의 석유를 포함할 것으로 예상되었다. -5170m에서 발견된 가스는 이미 가스를 포함하고 있는 것으로 알려진 타마르 샌즈 층에서 이루어졌지만, 추가적인 석유 및 가스 잠재력은 레반트 분지에서 탐사되지 않은 층에 존재한다. Noble은 관련된 극한 깊이까지 시추하는 기술적 문제로 인해 두 차례 더 깊은 층에 도달하는 데 실패했다. 그러나 의도된 목표를 향한 시추 중 일부 가스가 감지되었고, 2012년 현재 Noble은 여전히 해당 층을 탐사할 계획을 가지고 있다.
레비아탄 가스전은 2015년 8월 이집트 연안에서 발견된 조르 가스전에 이어 지중해에서 두 번째로 큰 가스전이었다. 조르 가스전은 키프로스의 블록 11에서 불과 6km 떨어져 있었다. 2020년 10월 Noble Energy를 인수한 셰브론은 39.66%의 지분을 가지고 레비아탄을 운영하며, Delek은 22.67%, Avner Oil Exploration은 22.67%, Ratio Oil Exploration은 나머지 15%를 보유하고 있다. 2014년 2월, 우드사이드 에너지는 레비아탄 가스전의 25% 지분을 최대 25억 5천만 달러에 인수하기로 합의했다. 2014년 5월 21일, 우드사이드 에너지가 이스라엘의 주요 레비아탄 가스 프로젝트에서 최대 27억 달러 상당의 지분을 인수하는 계약에서 철회했다고 발표되었다. 이는 가스전 개발 그룹이 지역 시장으로 초점을 전환했기 때문이었다.
2014년 여름, Netherland, Sewell & Associates (NSAI)는 가스 매장량을 상향 조정하여 2P 가치를 621 BCM으로 평가했다. 생산 예상 연도는 2017년으로 명시되었다. 2015년 4월, 이스라엘 에너지부는 NSAI 개정 추정치와 에너지부에 제출된 다른 분석 결과 간의 불일치를 이해하기 위해 NSAI 및 레비아탄 파트너와 협력하고 있다고 보고했으며, 최적 추정치는 16.5 tcf (470 BCM)에 불과하다고 밝혔다.
2015년 10월 19일, 러시아의 블라디미르 푸틴 대통령과 이스라엘의 베냐민 네타냐후 총리는 가스프롬이 레비아탄 매장량을 개발하는 데 주요 양보를 허용하기로 합의했다.
2018년 2월 19일, 이스라엘의 타마르 및 레비아탄 천연가스전 파트너들은 10년간 이집트에 천연가스를 수출하기 위해 150억 달러 규모의 계약을 체결했다. 한 협정은 레비아탄 가스전에서 연간 3.5 BCM의 천연가스를 총 32 BCM 판매하는 것을 명시하고 있으며, 레비아탄 가스전 판매액이 75억 달러에 달할 것으로 추정된다. 이집트 대통령 압둘팟타흐 시시는 이 프로젝트에 대해 "우리(이집트인)에게 많은 이점이 있다. 그리고 나는 사람들이 안심했으면 한다"고 말했다. Delek Drilling의 최고경영자 요시 아부는 "가장 중요한 것은 이집트가 이 지역의 진정한 가스 허브가 되고 있다는 점"이라고 말했다.
2020년 9월, 이 가스전의 소유주들은 라마트 호바브의 발전소에 1억 9천만 달러 상당의 천연가스를 판매하기로 합의했다.
2023년 2월 말, 레비아탄의 파트너들은 새로운 부유식 LNG 터미널을 준비하기 위해 5,100만 달러를 지출하고 생산 확장에 4,500만 달러를 추가 지출할 것이라고 발표했다. 2020년대 중후반에 가동될 것으로 예상되는 이 부유식 LNG 터미널은 용량을 6.5 bcm으로 확장할 것으로 예상된다. Ratio Energies의 CEO인 이갈 란다우에 따르면, "개발 계획은 레비아탄의 생산량을 연간 21 bcm (억 입방 미터)으로 크게 늘릴 수 있을 것"이라고 한다.

### Inovo BV 논란
카밀 에킴 알프테킨이 소유한 네덜란드 법인 이노보 BV는 Ratio Oil Exploration의 유일한 튀르키예 대표라고 주장한다. Ratio는 알프테킨 또는 이노보 BV와 아무런 관계가 없다고 부인했지만, BuzzFeed News는 2016년 초부터 시작된 관계를 문서화한 증거를 제시했다.

## 기술적 설명
가스 생산은 두 개의 18인치, 73마일 해저 연결관으로 연결된 4개의 시추공을 통해 이루어지며, 이 연결관은 도르 해안에서 10km 떨어진 천연가스 처리 플랫폼으로 이어진다. 이 처리 플랫폼은 하루 최대 1.2 BCF(연간 12 BCM)의 가스를 처리할 수 있으며, 하루 최대 2.1~2.4 BCF(연간 21~24 BCM)까지 확장될 수 있다. 가스와 콘덴세이트 파이프라인은 플랫폼을 도르의 육상 수신 스테이션과 연결하며, 이 스테이션은 이스라엘 국내 가스 및 액체 연료 파이프라인 네트워크와 연결되어 있다.

## 권리 분쟁
레비아탄 가스전의 존재는 동부 지중해 지역 국가들 간의 협력 측면뿐만 아니라 더 넓은 지중해 에너지 맥락에서 여러 가지 과제를 제기한다. 2010년 레비아탄 가스전 발견 이후, 레바논은 이 가스전이 레바논 해역까지 확장된다고 주장했다. 레바논 의회 의장 나비 베리는 "이스라엘이 지도상으로 볼 때 매장지가 레바논 해역까지 확장된다는 사실을 무시하고 있다"고 프랑스 통신사가 6월 9일에 보도했다. 이스라엘 국가 인프라부 장관 우지 란다우는 인터뷰에서 "우리는 법치주의뿐만 아니라 국제 해양법을 보호하기 위해 우리의 힘과 역량을 사용하는 것을 주저하지 않을 것"이라고 답변했다. 2010년 8월, 레바논은 유엔에 해상 국경에 대한 공식 입장을 제출하며, 타마르 및 레비아탄 가스전이 레바논 영토 밖에 있다고 명시했다(그러나 이 지역의 다른 잠재적인 가스전은 레바논 영토 내에 있을 수 있다고 밝혔다). 미국은 레바논의 제안을 지지했다.

## 같이 보기
- 블록 12 - 이샤이 가스전에 인접한 키프로스 가스전
- 에너지 삼각 지대 - 키프로스, 이스라엘, 그리스 사이의 가스전
- 이스라엘의 경제
- 천연가스전 목록
- 이스라엘의 천연가스
- 사라와 미라 – 이스라엘의 두 해상 시추 면허

### 기사
- Two Birds with One Pipeline, 갈 루프트, 2012년 1월 6일.
- Israel's Zero Gas Game, 갈 루프트, 2013년 8월 6일.
- Israel's Zero Gas Option: Take II, 갈 루프트, 2014년 3월 31일.